# Contribution économique territoriale
Pour les articles homonymes, voir CET.
La contribution économique territoriale (CET) est un impôt local instauré par la loi de finances pour 2010 qui a remplacé en France la taxe professionnelle à partir du 1er janvier 2010.

## Modalités d’imposition

### Calcul de l’imposition
La CET est la somme de deux éléments qui ont chacun leurs propres modalités de calcul et d’imposition :
- la cotisation foncière des entreprises (CFE), assise sur la valeur de l’immobilier (valeur locative des biens passibles d’une taxe foncière),
- la cotisation sur la valeur ajoutée des entreprises (CVAE), assise sur la valeur ajoutée (fiscale).

### Dégrèvements
Le total de ces deux éléments est susceptible de faire l'objet de dégrèvements.

#### Plafonnement en fonction de la valeur ajoutée
La CET est plafonnée à 3 % de la valeur ajoutée des entreprises. Le cas échéant, les redevables doivent faire une demande de dégrèvement.
Toutefois ce plafonnement ne s'applique pas à la cotisation minimum de CFE ni aux taxes pour frais de chambres de commerces ou de métiers.

#### Écrêtement
Une demande de dégrèvement peut être déposée si la CET excède de plus de 10 % le montant de taxe professionnelle qui aurait été dû la première année d’application de la CET (2010).
Les années suivantes, le montant de ce dégrèvement est dégressif (100 % en 2010, 75 % en 2011, 50 % en 2012 et 25 % en 2013).
Ce mécanisme est moins favorable que celui qui avait été mis en place en 1976 lors du passage de la patente à la taxe professionnelle et qui n’était pas dégressif.

## Affectation de la contribution
La répartition de chacun des composants de la CET entre les collectivités locales est effectuée de la façon suivante :
- communes et établissements publics de coopération intercommunale (EPCI) : totalité de la CFE et 26,5 % de la CVAE.
- départements : 23,5 % de la CVAE.
- régions : 50 % de la CVAE.

Les éventuels dégrèvements sont à la charge de l'État.

## Historique

### Projet initial
Après l'annonce de la suppression de la taxe professionnelle en février 2009, les modalités de cette réforme ont fait l'objet de nombreux débats.
Ainsi, les premières propositions du gouvernement ont été largement modifiées : la CET devait initialement être une cotisation assise sur la valeur des immobilisations foncières, s'imputant sur une cotisation minimum assise sur la valeur ajoutée. Cela aurait conduit, mécaniquement, à une imposition inférieure à celle prévue dans la loi.
Le projet de loi déposé à l'Assemblée a ensuite fait l'objet de vives critiques.
Il a en conséquence été largement amendé par l'Assemblée nationale et le Sénat, notamment sous la pression des élus locaux craignant que leurs collectivités perdent des recettes fiscales.
La contribution économique territoriale (CET) devait être composée de :
- une cotisation locale d’activité (CLA) assise sur les bases foncières et reversée aux communes et intercommunalités,
- une cotisation complémentaire (CC) assise sur la valeur ajoutée et revenant aux départements et aux régions. Le barème de celle-ci devait être progressif, de 0 % à 1,5 %, selon le chiffre d'affaires de l’entreprise.

Le montant de la CET était plafonné à 3 % de la valeur ajoutée.
Les amendements déposés ont modifié les modalités de répartitions de ces ressources entre les collectivités et ont alourdi la charge pour les entreprises. De plus, des mécanismes de compensation en faveur des collectivités ont été prévus.
Par ailleurs, la mise en place de la CET s'est accompagnée de la création d'une autre taxe : l'imposition forfaitaire sur les entreprises de réseaux (IFER) ciblant les entreprises des secteurs des télécoms, de l'énergie et du ferroviaire. En outre, le produit de certaines taxes a été transféré aux collectivités locales : par exemple la taxe sur les surfaces commerciales (TASCOM), due par les exploitants de surface commerciale de plus de 400 m2 et auparavant perçue au profit du régime social des indépendants (RSI).

### Évolutions ultérieures
La loi de finances pour 2010 prévoyait (art. 76) que le gouvernement transmette, avant le 1er juin 2010, un rapport sur les conséquences de la mise en place de la CET. Ce rapport devait notamment s'appuyer sur un rapport de l'inspection générale des finances et de l'inspection générale de l'administration. Des ajustements au mode de fonctionnement de la CET devraient donc probablement être apportés dans l'avenir.